# المجلس الأمريكي البحرين
المجلس الأمريكي البحرين تأسس من قبل مجموعة من قبل كبار رجال الأعمال في الولايات المتحدة والبحرين في مارس 2011 (بعد بدء الاحتجاجات) والتعاقد مع سياسة تأثير الاتصالات وهي شركة العلاقات العامة برئاسة وليام نيكسون لاحتضان المنظمة. المجلس الأمريكي البحرين وسياسة تأثير الاتصالات تتقاسم المساحات المكتبية نفسها. الهدف من المجلس الأمريكي البحرين هو تعزيز العلاقات التجارية والأعمال بين البحرين والولايات المتحدة وتثقيف الجمهور حول الأهمية الاستراتيجية للبحرين موطن الأسطول الخامس الأميركي.
اليوم فإن المجلس يعمل من مكاتب في البحرين وواشنطن. رئيس المجلس الأمريكي البحرين هو د. الصادق عمر خلف الله الأمريكي الجنسية وهو ابن القاضي البحريني عمر خلف الله. نائب رئيس مجلس إدارة هو السفير الأمريكي السابق إلى سيشيل ريتشارد كارلسون وارنر. من بين الأعضاء الآخرين في المجلس جون إيدي وهو شريك في شركة علاقات عامة في جنوب ميريديان.
المدير التنفيذي في المجلس الأمريكي البحرين هو بارتون و. ماركويس هو نائب الرئيس السابق لسياسة تأثير الاتصالات والنائب السابق لرئيسي مساعد وزير الطاقة في عهد جورج دبليو بوش.